# Medea Jugeli
Medea Jugeli (in georgiano მედეა ჯუღელი?, in russo Медея Джугели?; Kutaisi, 1º agosto 1925 – Tbilisi, 8 gennaio 2016) è stata una ginnasta sovietica, dal 1991 georgiana.

## Palmarès

### Olimpiadi
- Oro a Helsinki 1952 nel concorso a squadre.
- Argento a Helsinki 1952 negli attrezzi a squadre.